# Lisa Evans
Pour les articles homonymes, voir Evans.
Lisa Evans, née le 21 mai 1992, à Perth au Royaume-Uni, est une footballeuse internationale écossaise.

## Carrière

### En club
Lisa Evans est formée à St Johnstone, en août 2008 elle rejoint Glasgow City.
En novembre 2011, avec Glasgow City elle est remarquée par le Turbine Potsdam alors qu'elle joue en huitièmes de finale de la ligue des champions contre ce même club (défaites 10 à 0 et 7 à 0). En fin de saison 2012, le 12 juin, elle signe un contrat professionnel avec Potsdam.
En avril 2015, à 22 ans, elle quitte Potsdam pour le club rival, le Bayern Munich, elle signe pour un contrat de trois ans jusqu'en 2018.
Le 28 août 2015, pour ses débuts avec le Bayern lors de la 1ère journée de championnat, elle inscrit son premier but, le but égalisateur lors d'une victoire à domicile 3-1 contre son ancien club le Turbine Potsdam.
À la fin de la saison 2016-2017, après deux années au club, Lisa Evans quitte le Bayern Munich. Le 29 juin 2017 elle signe à Arsenal en première division anglaise. Elle rejoint ainsi une autre joueuse du Bayern, la Néerlandaise Vivianne Miedema qui avait signé à Londres deux semaines plus tôt.
Le 25 janvier 2024, elle rejoint Bristol City.

### En sélection
Lisa Evans connaît les sélections nationales dès son plus jeune âge, avec les équipes écossaises des moins de 17 ans et des moins de 19 ans.
Le 22 octobre 2011, elle est sélectionnée pour la première fois en équipe nationale écossaise. Elle remplace Emma Black à la 87e minute à l'occasion d'un match nul 2 à 2 face au pays de galles.
Le 5 février 2012, pour sa deuxième sélection, elle inscrit son premier but lors d'une victoire 5 à 1 contre l'Irlande du Nord.
Lisa Evans inscrit trois buts pour l'Écosse lors des qualifications pour la coupe du monde 2015. L'Écosse termine deuxième de son groupe de qualification et se qualifie pour les barrages où elle est éliminée par les Pays-Bas.
Elle participe au championnat d'Europe 2017, elle y dispute les trois rencontres de l'Écosse qui est éliminée dès le premier tour.
Lisa Evans apparaît sur la liste des joueuses sélectionnées pour participer à la Coupe du monde 2019 organisée en France.

## Vie privée
En 2020, Lisa Evans a vécu au nord de Londres avec sa compagne Vivianne Miedema.

## Palmarès
- Glasgow City
  - Vainqueur du championnat d'Écosse en 2009, 2010, 2011 et 2012
  - Vainqueur de la Coupe d'Écosse féminine en 2009, 2011 et 2012
  - Vainqueur de la Coupe de la Ligue écossaise en 2009 et 2012

- Turbine Potsdam
  - Deuxième du championnat  d'Allemagne en 2013
  - Finaliste de la Coupe d'Allemagne en 2013  et 2015

- Bayern Munich
  - Vainqueur du Championnat d'Allemagne en 2016
  - Deuxième du championnat  d'Allemagne en 2017

- Arsenal
  - Vainqueur du championnat d'Angleterre en 2019
  - Vainqueur de la Coupe de la Ligue en 2018
  - Finaliste de la Coupe d'Angleterre en 2018
  - Finaliste de la Coupe de la Ligue en 2019